# Кастелучо дей Саури
Кастелу̀чо дей Са̀ури (на италиански: Castelluccio dei Sauri, на местен диалект Castellùzze, Кастелуце) е село и община в Южна Италия, провинция Фоджа, регион Пулия. Разположено е на 284 m надморска височина. Населението на общината е 2144 души (към 2010 г.).